# Dakhlet Nouadhibou
Dakhlet Nouadhibou is een van de twaalf regio's van Mauritanië en ligt aan de kust in het centraal-westen van het land. De hoofdstad van de regio is de westelijk gelegen stad Nouadhibou. Dakhlet Nouadhibou is ruim 22.000 vierkante groot en had in 2005 een goede 100.000 inwoners. De regio kreeg haar huidige naam rond 1979. Voordien heette de regio Lévrier Bay.

## Grenzen
Als kustregio heeft Dakhlet Nouadhibou een zeegrens:
- Met de Atlantische Oceaan ten westen.

De regio heeft ook één buitenlandse grens:
- Met de betwiste Westelijke Sahara ten noorden.

De andere grenzen van de regio worden gevormd met twee andere regio's:
- Met Adrar in het uiterste noordelijke oosten.
- Met Inchiri in het oosten en het zuiden.

## Districten
De regio bestaat uit één departement:
- Nouadhibou

Adrar · Assaba · Brakna · Dakhlet Nouadhibou · Gorgol · Guidimakha · Hodh Ech Chargui · Inchiri · Nouakchott · Tagant · Tiris Zemmour · Trarza · Nouakchott (district)